# 微碟貝屬
微碟貝屬是单板纲新碟貝目新碟貝科之下一個软体动物的属。這些物種體型細小，絕大多數都是深海動物，外表有着帽貝似的外殼。
该属除了包括许多现存的深海物种外，还包括一个来自意大利中更新世的浅水化石，这是泥盆纪之后该谱系的唯一化石代表。
目前已知本屬所有物种的长度均小於1.5毫米。除Micropilina minuta以外，其他均為分布於南半球的物種。

## 物種
本屬包括下列物種：
- Micropilina arntzi（英语：Micropilina arntzi） Warén & Hain, 1992
- Micropilina minuta（英语：Micropilina minuta） Warén, 1989：模式種；
- Micropilina rakiura（英语：Micropilina rakiura） Marshall, 1998
- Micropilina reingi（英语：Micropilina reingi） Marshall, 2006
- Micropilina tangaroa（英语：Micropilina tangaroa） Marshall, 1992
- Micropilina wareni（英语：Micropilina wareni） Marshall, 2006

## 延伸閱讀
- Interactive 3D model contained within PDF of Ruthensteiner, B.; Schropel, V.; Haszprunar, G. . Journal of Molluscan Studies. 2010, 76 (4): 323–332. doi:10.1093/mollus/eyq013 .

## 外部連結
- 維基物種上的相關：微碟貝屬